# NGC 3820
NGC 3820 is een spiraalvormig sterrenstelsel in het sterrenbeeld Leeuw. Het hemelobject werd op 29 april 1865 ontdekt door de Duits-Deense astronoom Heinrich Louis d'Arrest.

## Synoniemen
- MCG 2-30-14
- ZWG 68.31
- HCG 58E
- PGC 36308